# Sub Marine Explorer
Koordinaten: 8° 16′ 53,7″ N, 78° 50′ 45,2″ W
Die Sub Marine Explorer war ein 1865 von dem Deutsch-Amerikaner Julius Kröhl gebautes U-Boot. Da es das erste Boot war, das aus eigener Kraft wieder auftauchte, gilt es als das erste funktionsfähige U-Boot der Welt. Das erst 2001 identifizierte Wrack liegt heute am Nordstrand der unbewohnten Insel San Telmo (Panama). Aufgrund der starken Korrosion ist eine Bergung oder Restaurierung nicht mehr möglich.

## Technik
Das U-Boot war etwa 12 Meter lang, 30 Tonnen schwer und wurde mit Muskelkraft angetrieben. Im Gegensatz zu anderen Modellen seiner Zeit besaß das Boot einen modernen stromlinienförmigen Rumpf und lag aufgrund seines massiven Kieles aus Schmiedeeisen sehr stabil im Wasser. Das U-Boot hatte ein System von Ballastkammern für das Tauchen und Presslufttanks für das Auftauchen. Außerdem wurde ein Druckausgleich ermöglicht, durch welchen mittels dreier Luken im Boden des Schiffes Arbeiten auf dem Grund möglich waren. Atemluft war für vier Stunden vorhanden. Es konnte bis zu 40 Meter getaucht werden.
Das Fahrzeug hatte einen fortschrittlichen Tauchmechanismus, der im Prinzip noch heute von modernen U-Booten genutzt wird. Auf beiden Seiten waren im Boden je drei Ventile aus Messing angebracht, die man von innen bedienen konnte. Öffnete man diese, gelangte Meerwasser in den äußeren Tauchkörper der Doppelhülle. War die gewünschte Tiefe erreicht, schloss man die Ventile. Wollte man auftauchen, wurde Luft aus einer Pressluftkammer in den Tauchkörper eingelassen. Diese Luft wurde vor dem Tauchgang von einer kleinen Dampfmaschine in die abgedichtete Luftkammer gepresst.

## Geschichte
1863 bot der nach Amerika ausgewanderte Julius Kröhl seinen Entwurf eines 12 Meter langen U-Boots dem Militär der Nordstaaten an. Jedoch hatte die Marine kein Interesse an seiner Erfindung, da sie inzwischen die Oberhand auf See hatte und mit der Alligator (diese ging kurz vor ihrem ersten Einsatz in einem Sturm unter) bereits ein U-Boot besaß.
Erst ein Angebot 1864 von William Henry Tiffany, dem Bruder des Gründers von Tiffany, ermöglichte Kröhl den Bau des Bootes. Tiffany war ein Hauptgesellschafter der Pacific Pearl Company, einer Firma, die nach Perlen im Pazifik suchen wollte und dazu einen geeigneten Tauchapparat brauchte. Dies war die wirtschaftliche Rettung für Kröhl, denn bis dahin beliefen sich die Materialkosten auf 17.000 Dollar, etwa 300.000 Dollar nach heutigem Wert (2010). Das Boot wurde in einem Dock in Brooklyn zusammengesetzt und 1865 endgültig fertiggestellt. Unter Ausschluss der Öffentlichkeit wurden Probefahrten im East River ausgeführt. Am 30. Mai 1866 wurde das Boot offiziell vorgestellt. Vor den staunenden Augen der geladenen Gäste sank das Boot auf den Grund des Flusses und tauchte nach 90 Minuten aus eigener Kraft wieder auf. Das war vorher noch keinem anderen U-Boot gelungen. Tags darauf berichtete die New York Times von der erfolgreichen Vorführung.
Im September 1866 wurde das Boot von New York an die Pazifikküste Panamas verlegt, nachdem es für diesen Transport in seine Einzelteile zerlegt worden war. Im Dezember trafen die Teile in Panama-Stadt ein und wurden dort wieder zusammengesetzt. Danach wurde das Boot hauptsächlich in der Perlenfischerei eingesetzt. Im September 1867 verstarben Kröhl und die Mannschaft unerwartet. Als Todesursache wurde Malaria angegeben, jedoch kann heute davon ausgegangen werden, dass die Besatzung an den Folgen der seinerzeit noch unbekannten Taucherkrankheit verstarb. Die Nachfolgebesatzung ereilte dasselbe Schicksal. Der New York Times zufolge wurden mit dem Boot zwei Jahre später einige sehr erfolgreiche Tauchfahrten vorgenommen, bei denen mehrere Tonnen Austern geerntet wurden. Nach Einsätzen an elf aufeinander folgenden Tagen verstarben jedoch wieder sämtliche Mitglieder der Besatzung.

## Das Wrack heute
Das Boot wurde letztlich von der erkrankten Besatzung aufgegeben und zurückgelassen. Das Wrack befindet sich noch heute ungeborgen am Strand der Insel San Telmo im Golf von Panama südlich von Panama-Stadt. Erst 2001 wurde es von dem Unterwasserarchäologen James P. Delgado entdeckt und identifiziert, nachdem es Einheimische bis dahin für ein Wrack eines japanischen Klein-U-Bootes aus dem Zweiten Weltkrieg gehalten hatten.
Nach den Untersuchungen an dem U-Boot wurde der Plan gefasst, es zu bergen und in die USA zurückzubringen. Eine Analyse des Rumpfes brachte jedoch das Ergebnis, dass die Schäden durch Korrosion infolge der langen Liegezeit im Salzwasser zu groß sind. Das Eisen des Schiffsrumpfes hatte sich vollständig in Rost verwandelt, so dass das Boot als unwiederbringlich verloren anzusehen ist – eine Bergung oder Restaurierung ist nicht mehr möglich. Allerdings können die Erkenntnisse aus der Erforschung des Originals eine spätere Rekonstruktion ermöglichen.